# Elizeu (ur. 1979)
Elizeu Ferreira Marciano (ur. 21 października 1979) – brazylijski piłkarz występujący na pozycji obrońcy.

## Kariera klubowa
Od 2002 do 2012 roku występował w klubach Atlético Mineiro, Chongqing Lifan, Comercial, Joinville, Criciúma, Yokohama FC, Vegalta Sendai i Tokushima Vortis.